# خانه لوافی‌نژاد
خانه لوافی نژاد مربوط به دوره صفوی است و در اصفهان، احمدآباد ـ کوچه نواب واقع شده و این اثر در تاریخ ۷ مهر ۱۳۵۴ با شمارهٔ ثبت ۱۱۰۶ به‌عنوان یکی از آثار ملی ایران به ثبت رسیده‌است.